# Заштићено станиште Тишина
Заштићено станиште Тишина је заштићени мочварно-барски комплекс Тишина, на подручју општине Шамац у Републици Српској. Простире се на површини од 196,49 хектара обухватајући мочваре и баре Мала тишина, Велика тишина и Одмут бара, са њиховим екосистемима. Заштићено станиште Тишина представља једну од последњих мочварно-барских комплекса у Посавини и важно је гнездилиште, зимовалиште, хранилиште и спавалиште бројних животинских врста врста.
Заштићено станиште Тишина је заштићено станиште IV категорије са успостављеним II и III степеном заштите.

## Локација заштићеног станишта
Заштићено станиште Тишина обухвата катастарске површине општине Шамац. Мањи делови станишта простиру се на површини која припада општини Гребнице. Са северозападне стране, ограничен је ентитетком границом. Станиште је добило име по барама Мала и Велика тишина, а обухватају и Одмут бар и повремени водоток Жандрак. Кроз заштићено станиште пролази неколико локалних друмова и магистрални пут Шамац - Брчко. Такође, кроз подручје протиче и вештачки канал Стружац.

## Флора и фауна
Мочварно подручје представља важно мјесто за исхрану и одмор птица на миграцији из средње у северне европске крајеве. Према подацима друштва за заштиту биодиверзитета око 150 врста птица настањује и посећује ово подручје. У мочварном и барском подручју регистровано је 20 врста риба, од којих се посебно издваја риба мргуд.
Биљни свет чине 175 врста биљака од којих су неке, као што су ребратице, мочварне папрати, жутог локвања и мочварне жаре, врло ретке и угрожене.

## Степен заштите
Према категоризацији Међународне уније за заштиту природе (IUCN) заштићено станиште Тишина категорише се као подручје управљања стаништем или врстом које се налази у категориј IV. На територији заштићеног комплекса успостављене су регије II и III степена заштите. Од укупно 196,49 хектара колико заузима станиште, 58,54 хектара налази се у II степену заштита а 137,95 хектара у III степену заштите. На територији која је у II степену заштите забрање су радње на воденим и копненим површинама уз контролисану дозволу научног истраживања и ограниченог прикупљања плодова, биљака и животиња.
Предео је заштићен 26. септембра 2019. године, одлуком Владе Републике Српске и представља 26. по реду заштићено подручје у Репубици Српској.